# 큐로홀딩스
주식회사 큐로홀딩스(영어: Curo Holdings)는 대한민국의 커피 유통, 엔터테인먼트, 자원 개발 기업이다.